# Daniel Teklehaimanot
Daniel Teklehaimanot (ur. 10 listopada 1988 w Debarwa) – erytrejski kolarz szosowy.
Dziesięciokrotny mistrz Afryki, ośmiokrotny mistrz Erytrei (2008–2018).

## Osiągnięcia
2008
- 1. miejsce w mistrzostwach Erytrei (start wspólny)

2009
- 2. miejsce w Tour of Eritrea
  - 1. miejsce na 1. i 3. etapie
- 6. miejsce w Tour de l’Avenir

2010
- 1. miejsce w Tour du Rwanda
  - 1. miejsce na 2. etapie
- 1. miejsce w mistrzostwach Afryki (jazda ind. na czas)
- 1. miejsce w mistrzostwach Afryki (jazda druż. na czas)
- 1. miejsce w mistrzostwach Afryki (start wspólny)

2011
- 1. miejsce w mistrzostwach Afryki (jazda ind. na czas)
- 1. miejsce w mistrzostwach Afryki (jazda druż. na czas)
- 1. miejsce w Kwita Izina Tour
  - 1. miejsce na 1., 2. i 3. etapie
- 1. miejsce na 5. etapie Tour d’Algérie
- 5. miejsce w La Tropicale Amissa Bongo
  - 1. miejsce na 4. etapie
- 1. miejsce w mistrzostwach Erytrei (jazda ind. na czas)

2012
- 1. miejsce w mistrzostwach Afryki (jazda ind. na czas)
- 1. miejsce w mistrzostwach Afryki (jazda druż. na czas)
- 1. miejsce w mistrzostwach Erytrei (start wspólny)
- 1. miejsce w mistrzostwach Erytrei (jazda ind. na czas)

2013
- 1. miejsce w Prueba Villafranca de Ordizia
- 1. miejsce w mistrzostwach Afryki (jazda ind. na czas)
- 1. miejsce w mistrzostwach Afryki (jazda druż. na czas)

2015
- 1. miejsce w mistrzostwach Afryki (jazda druż. na czas)
- 2. miejsce w mistrzostwach Afryki (jazda ind. na czas)
- 1. miejsce w mistrzostwach Erytrei (jazda ind. na czas)
- 1. miejsce w klasyfikacji górskiej Critérium du Dauphiné

2016
- 1. miejsce w klasyfikacji górskiej Critérium du Dauphiné
- 1. miejsce w mistrzostwach Erytrei (jazda ind. na czas)
- 1. miejsce w mistrzostwach Erytrei (start wspólny)
- 3. miejsce w mistrzostwach Afryki (jazda ind. na czas)

2017
- 3. miejsce w mistrzostwach Erytrei (jazda ind. na czas)

2018
- 1. miejsce w mistrzostwach Erytrei (jazda ind. na czas)

## Starty w Wielkich Tourach
| Grand Tour | 2012 | 2013 | 2014 | 2015 | 2016 | 2017 |
| ---------- | ---- | ---- | ---- | ---- | ---- | ---- |
| Giro       | –    | –    | –    | –    | –    | 111. |
| Tour       | –    | –    | –    | 49.  | 85.  | –    |
| Vuelta     | 146. | –    | 47.  | –    | –    | –    |

## Rankingi
| Rok              | 2009 | 2010 | 2011 | 2012 | 2013 | 2014 | 2015  | 2016 | 2017  | 2018  | 2019  |
| ---------------- | ---- | ---- | ---- | ---- | ---- | ---- | ----- | ---- | ----- | ----- | ----- |
| UCI World Tour   |      |      |      | -    | -    |      |       | -    | 404.  | -     |       |
| World Ranking    |      |      |      |      |      |      |       | 454. | 1731. | 1910. | 1419. |
| UCI Europe Tour  | 893. | -    | -    |      |      | 610. | 1241. | -    | 857.  | 1985. |       |
| UCI America Tour | -    | 200. | -    |      |      | -    | -     | 299. | -     | -     |       |
| UCI Africa Tour  | 66.  | 26.  | 2.   |      |      | 100. | 57.   | 16.  | 123.  | -     | 83.   |
|                  |      |      |      |      |      |      |       |      |       |       |       |
| Źródło: UCI      |      |      |      |      |      |      |       |      |       |       |       |